# Саввино (Дмитровский городской округ)
Саввино — деревня в Дмитровском районе Московской области, в составе сельского поселения Якотское. Население — 17 чел. (2010). До 1939 года — центр Саввинского сельсовета. В 1994—2006 годах Саввино входило в состав Слободищевского сельского округа.

## Расположение
Деревня расположена в северо-восточной части района, на границе с Сергиево-Посадским, примерно в 25 км к северо-востоку от Дмитрова, на левом берегу реки Шибахта (левый приток Дубны), высота центра над уровнем моря 126 м. Ближайшие населённые пункты — Карцево на юго-западе и Сущево, Тверской области, на севере.

## Население
| 2002 | 2006 | 2010 |
| ---- | ---- | ---- |
| 25   | →25  | ↘17  |

## Уроженцы
- Селезнёв, Фёдор Васильевич (1921—1944) — старший сержант Рабоче-крестьянской Красной Армии, участник Великой Отечественной войны, Герой Советского Союза (1945).